# Lamprologus ocellatus
Lamprologus ocellatus är en fiskart som först beskrevs av Steindachner, 1909.  Lamprologus ocellatus ingår i släktet Lamprologus och familjen Cichlidae. IUCN kategoriserar arten globalt som livskraftig. Inga underarter finns listade i Catalogue of Life.